# Estavar
Estavar (în catalană Estavar) este o comună în departamentul Pyrénées-Orientales din sudul Franței. În 2009 avea o populație de 429 de locuitori.

## Evoluția populației
| An        | 1975 | 1982 | 1990 | 1999 | 2006 | 2009 |
| --------- | ---- | ---- | ---- | ---- | ---- | ---- |
| Populație | 206  | 281  | 358  | 409  | 492  | 429  |